# 国民革命军新编师
新编师是1937年至1948年国民革命军的一类师级作战部队。
甲種師：一個師步兵3個旅，每個旅3個團，共6-9個步兵團 (國防師);
乙種師：一個師步兵2個旅，每個旅3個團，共4-6個步兵團 (省防師);
丙種師：一個師步兵2個旅，每個旅2個團，共4個及以下步兵團 ;
師直屬：炮兵1個營（4個連，每連4門炮），工兵1營（3個連），辎重兵1營（2個連），騎兵連、通信兵連、特務連；

## 历史
1929年1月， 国民政府开始设新编师。1948年9月统一改为正规师番号。

## 新编师清单
待补充：
| 番号               | 设立时间首任师长                        | 隶属于                                  | 结局                                                                  | 备注 |
| ------------------ | --------------------------------------- | --------------------------------------- | --------------------------------------------------------------------- | --- |
| 新1师              | 1940.2 王認曲                           | 第13軍、第89軍、第10軍、第76軍          | 1948年9月改編為第20師                                                 | 軍政部在康縣重新成立第六補訓處，處長王認曲，1940年夏該處改編為陸軍新編第一師。 |
| 新2师              | 1937.1.3 金憲章                         | 第34軍；第18集团军；第17军              | 1937-1940隸屬於二戰區；1941年後歸屬一戰區後改為48師                   | 绥远1936年由宋哲元秘密安插在偽蒙的一隻部隊，百靈廟戰鬥中反正投奔傅作義部，後授予新二師編號N2D（乙级师）参与太原會戰：平型关战役正面作戰、忻口战役，晉東南1938年戰役，五台保衛戰晉西事變，中条山战役等。 |
| 新2师（新2旅）     | 1948.5                                  | 第11綏靖區、第8军                       | 1948年9月改為第147師                                                  | 山東省保安第5縱隊改編。 |
| 新3师              | 1938.7 白海风                           | 第二十二军                              | 1942年被改编为骑兵新编第七师                                          | 从民初到1949年，绥远与西北地区一支蒙古族为主体的骑兵部队。 |
| 新3师              | 1943.6.11 沈元鎮                        | 第3军、第91军                           | 1945年4月裁撤                                                         | 中央軍胡宗南系統：甘肅劍平師管區三個團組建/另說：新編成的雲南籍部隊 |
| 新3师（新3旅）     | 1948.5                                  | 第11綏靖區、第8军                       | 1948年9月改為第170師                                                  | 1948年5月山東煙台組建 |
| 新4师              | 1939.1.24 吳化文                        |                                         | 1943年1月18日投降汪精衛政權                                           | 西北軍韓復渠部：原為韓復渠第三路軍手槍旅（自1934年起主官均為吳化文），於韓復渠被槍決後改編為獨立第28旅（1938年2月16日），1939年1月24日擴編為新編第四師。 1943年1月18日隨吳化文一併投靠汪精衛政權後，改編為和平救國軍第三方面軍。抗戰勝利後該部改編為國民革命軍第五路軍。 |
| 新4师              | 1943.6.11 周煦龍                        | 第91军                                  | 1948年9月改為第173師（另說：1948年9月裁撤併入第192師）                | 中央軍胡宗南系統：祁連山林警總隊改編。 |
| 新5师              | 1937.12.18 檀自新                       |                                         | 1938年1月10日與其他單位合併成為第110師                                | 東北軍→中央軍湯恩伯系統：1937年8月騎兵第10師（檀自新部）擴編為騎兵第四軍，隸屬第一戰區，檀自新任軍長兼騎兵第10師師長。1937年12月，軍委會命該軍縮編為新編第5師。1938年1月，新5師與獨立第46旅（原為方振武部下鮑剛部）以及豫北師管區的5個新兵營一起被改編為補充第2師，旋改稱110師，編入第13軍。 |
| 新5师              | 1938.4.26 呂康                          | 第22集團軍                              | 1939年6月20日改為預備第11師                                           | 1938年4月26日在綿陽第22集團軍新編第5師成立（師長呂康1938.4.26/1939.6.20）。1939年6月20日，新編第5師在河南西平改稱第1戰區預備第11師。1940年4月改隸第85軍。1944年12月改隸第29軍。 |
| 新5师              | 1942.08.15 廖慷                         | 第76军                                  | 1944年12月29日裁撤（改編為青年軍第203師）                             | 中央軍胡宗南系統：1942年由第16補訓處改編（處長廖慷）。1944年12月29日在四川瀘江新編第5師為基幹改編為青年軍第203師 |
| 新6师              | 1938.3.28 高樹勛                        | 第69军、新8軍                           | 1945年10月30日，在邯鄲戰役（平漢路戰役）中陣前倒戈投共。              | 西北軍宋哲元部：1937年抗戰爆發時，宋哲元撥給高樹勛兩個營的兵力，加上河北保安隊，組建了河北暫編第1師，1937年12月22日改為國民革命軍暫編第9師。宋哲元第1集團軍番號撤銷後，高樹勛的暫編第9師改為新編第6師，劃歸石友三第69軍序列。在邯鄲戰役（平漢路戰役）期間，高樹勛於1945年10月30日率領新編第8軍、河北民軍1萬多人於10月30日中陣前倒戈投共。1945年11月10日在武安縣伯延鎮，高樹勛部改編成民主建國軍。 |
| 新7师              | 1938.2.5 田鍾毅                         | 第50军、第21军                          | 1946年7月蘇中戰役後縮編為第21軍獨立團                                 | 川軍劉湘部：1937年5月，川軍獨立第13、第14旅合編成新編第7師。師長田鍾毅/1942年9月17日黃百光。1946年5月改為整編新編第7旅，1946年7月參加蘇中作戰，旅部及所轄兩個團被殲滅，該旅番號被撤銷，餘部被改編為整編21師獨立團，團長何軍章。 |
| 新8师              | 1935.4.21 蔣在珍                        | 第25軍 、第36軍、第93軍                 | 1945年2月裁撤（餘員編入第10師）                                       | 黔軍蔣在珍部改編。 |
| 新8師（新8旅）     | 1948 劉昆陽                             | 第7軍                                   | 1948年9月改為第224師                                                  | 桂系 |
| 新9师              | 1938.4.26 楊曬軒                        | 第95軍                                  | 1948年9月改為第225師                                                  | 川軍鄧錫侯部（第45軍）留守四川之獨立第19旅、第126師第376旅合併編成（同時組建第95軍）。師長楊曬軒/於戒需。1940年初，新編第9師改隸屬川康綏靖公署直轄。1940年底，新編第9師歸還第95軍建制。1947年改稱整編107旅。1948年9月改為第225、225師。 |
| 新10师             | 1938.6.6 劉正富                         | 第58軍                                  | 1948.9改為第226師                                                     | 龍雲滇軍：滇黔綏靖公署第2旅於1938年4月19日擴編為滇黔綏靖公署暫編第1師，於1938年6月6日改為新編第10師，師長劉正富/1940年8月高振鴻/1942年10月蕭本元。1948年9月變更番號為第226師。 |
| 新11师             | 1938.6.6 魯道源                         | 第58軍                                  | 1948年初裁撤                                                          | 龍雲滇軍：滇黔綏靖公署暫編15、16、19、20團於1938年4月19日組建滇黔綏靖公署暫編第2師，於1938年6月6日改為新編第11師，師長魯道源/1940年7月梁得奎/1943年2月侯鎮邦。1948年初裁撤。 |
| 新11师（原新11旅） | 1948.9 張雲衢                           | 第22軍                                  | 1948.10改為第228師                                                    | 1932年，楊虎城部解決甘肅省「雷馬事變」，把甘肅省地方軍閥部隊整編為新編第10旅、新編第11旅，於1933年11月組建新1軍（軍長鄧寶珊）。1938年駐守陝北。後編入第22軍序列。 1948年9月新編第11旅擴編為新編第11師，張雲衢任師長。由榆林移防包頭。1948年12月30日，新編第11師在綏西地區作戰中被大部殲滅。餘部改編為第228師，楊仲璜任師長，駐包頭。1949年9月9日在包頭參加了董其武領導的綏遠和平解放。 |
| 新12师             | 1938.6.6 龔順璧                         | 第58軍、新3軍                           | 1945年9月初裁撤                                                       | 龍雲滇軍：滇黔綏靖公署暫編21至24團於1938年4月19日組建滇黔綏靖公署暫編第3師，於1938年6月6日改為新編第12師，首任師長龔順璧，1938年10月改隸新組建之新3軍。師長龔順璧/張與仁/1940年12月邱秉常/1942年2月唐宇縱。1945年9月裁撤。 |
| 新13师             | 1938.4.6 劉若弼                         | 第72軍、第78軍 、第72軍                 | 1947年4月26日負滅 （泰蒙戰役）                                        | 川軍劉湘部 → 中央軍陳誠系統：川軍161師第2旅於1938年2月6日改編為獨立第13旅，隨後於1938年4月6日與2個省屬保安團合併擴編為新13師，師長劉若弼(1938.4.6)/唐郇伯(1941.4.11)/楊本固(1944.12.20)。 |
| 新14师             | 1938.4.6 范南煊                         | 第72軍                                  | 1942年2月改為第34師                                                   | 川軍劉湘部 → 中央軍陳誠系統：1938年4月6日川康綏靖公署獨立第12旅與2個省屬保安團合併擴編為新14師。師長范南煊/陳良基/祝順錕。1942年2月改為第34師（原公秉藩第34師已於1941年5月中條山戰役後負滅裁撤）。 |
| 新14师             | 1942.8.12 陳子堅                        | 第96軍                                  | 1945年6月裁撤                                                         | 陝軍：第96軍獨立47旅（原陝西警備第3旅王鎮華部）擴編為新14師，師長陳子堅。 |
| 新15师             | 1938.4.6 鄭國璋                         | 第78軍、第72軍                          | 1948年9月改為第233師                                                  | 川軍劉湘部 → 中央軍陳誠系統：1938年4月6日川康綏靖公署獨立第11旅與2個省屬保安團合併擴編為新編第15師，師長鄭國璋(1938.4.6)/傅翼(1939.3.2代理、1939.7)/江濤(1942.3.28)。1948年9月改為第233師。 |
| 新16师             | 1938.4.6 陳良基                         | 第78軍、第72軍 、第30集團軍             | 1945年9月8日裁撤                                                      | 川軍劉湘部 → 中央軍陳誠系統： 1938年4月6日川軍第23師獨立第15旅與2個省屬保安團合併擴編為新編第16師，師長陳良基(1938.4.6)/吳守權(1939.6.2) |
| 新17师             | 1938.4.6 劉樹成                         | 第95軍、川康綏靖公署、第56軍            |                                                                       | 川軍鄧錫侯部（第45軍）留守四川之獨立第16旅於1938年4月6日擴編，師長劉樹成。1940年初，新編第17師改隸屬川康綏靖公署直轄。 |
| 新18师             | 1938.4.6 周成虎                         | 第56軍、川康綏靖公署、第95軍            | 1946年1月10日裁撤                                                     | 川軍鄧錫侯部（第45軍）留守四川之獨立第17旅於1938年4月6日擴編，師長周成虎(1938.4.6)/李元宗(1943.12.25) |
| 新19师             | 1938.6.3 黃固                           | 第46軍                                  | 1948年9月 改為第236師                                                 | 新桂系：1938年6月以175師抽調了1043團和1050團為基幹，抽調第170、第171師補充團在南寧編成。轄三個步兵團和一個野補團。 |
| 新20师             | 1939.3.7 王繼祥                         | 駐閩綏靖公署、第100軍、第九戰區、第20軍 | 1945年10月8日裁撤                                                     | 福建四個保安團在龍岩編成。師長：王繼祥(1939.3.7)/錢東亮(1939.7.11)/溫鳴劍(1941.4.24)/曾粵漢(1942.10.5)/李子亮(1943.10.18)。1945年10月8日新編第20師裁撤，併入第4軍第59師。 |
| 新20师（新20旅）   | 1948.7                                  | 第8軍                                   | 1948年9月改為第237師                                                  | |
| 新21师             | 1939.1 馬崑山                           | 第88軍、第7兵團(區壽年)                 | 1948.7.1. 睢杞戰鬥負滅                                                | 1939年1月國民革命軍第21軍新兵訓練處4個團編成，馬崑山任師長。1940年12月羅君彤為師長。 |
| 新22师             | 1938.11.15 邱清泉（黃埔二期）           | 第5軍（原新11軍）、新1軍 、新6軍        | 1948.10 遼瀋戰役負滅 （1948.09預定改為第240師未實施）                 | 1938年10月由第二百師抽調部分軍官加上湘贛軍管區的新兵組建而成，在湖南湘潭組建新編第22師。師長：邱清泉/廖耀湘/李濤/羅英。1948年9月預定改為第240師（未實施），1948年10月遼瀋戰役的遼西會戰中新六軍率新22師、169師潰散覆滅。 |
| 新23师             | 1938.11.18 盛逢堯（雲南講武堂韶關二期） | 第18軍、第54軍 、第87軍                 | 1945年2月裁撤（改編為青年軍第205師）                                  | 首任師長盛逢堯（江西武寧人，雲南講武堂韶關二期，原第5師師長）（1938.11.18 - 1944.01.25）。1945年2月在貴州扎佐由新編第23師為基幹改編為青年軍第205師。 |
| 新24师             | 1939.04.25 張東凱                       | 第97軍 、第9軍                          | 1945年4月裁撤                                                         | 原東北軍騎兵第4師（師長王奇峰），因戰馬無法補充成為步兵師。於1939年4月25日改為新編第24師。師長：張東凱(1939.04.25)/宋子英(1942.08.13)/夏季屏(1944.4.15)。1945年5月10日裁撤。 |
| 新25师             | 1939.1.14 李根固                        | 重慶衛戍司令部                          | 1946年7月2日裁撤                                                      | 川康綏靖公署警備第一團擴編，師長李根固(1939.1.14-1946.7.2) |
| 新26师             | 1939.4.27 何文鼎                        | 第80軍 、第八戰區、第67軍               | 1945年10月綏遠戰役重創後裁撤                                          | 中央軍胡宗南系統：第34集團軍總部新兵補訓處改編/另說：陝西抗日義勇軍第一縱隊改編。師長：何文鼎(1939.4.27)/張士智(1945.6.26-1945.10) |
| 新27师             | 1939.4.29 王竣 / 另說：1940.4.30 別五典 | 第十戰區、第80軍                        | 1945年10月與新編第37師合編為第28師                                    | 中央軍胡宗南系統： 其沿革有兩說： （1）陝西警備第一旅於1939年4月29日改編，原旅長王竣擔任首任師長。 （2）鄂豫陝邊區游擊總司令別廷芳病逝所屬的13個縣自衛團武裝於1940年4月30日改編，由別廷芳之子別五典充任師長，限令別五典率部到中牟縣駐紮。 歷任師長：別五典/王竣(-1941.5.9陣亡)/楊顯（1941.5.12）/嚴映皋(1942.7.17-1945.10)。 1945年10月，第80軍新編第27師與新編第37師合併為第28師（原第90軍第28師（師長：王應遵）裁撤），隨第80軍併入第36軍（另說為第90軍第28師移編第36師，第80軍新編第27師、新編第37師裁撤）。 |
| 新28师             | 1939.6.16 劉伯龍                        | 重慶衛戍司令部、第66軍、第71軍          | 1944年底裁撤                                                          | 軍委會別動總隊（總隊長康澤）第一支隊於1939年6月16日在重慶改編為新28師，師長劉伯龍，隸屬重慶衛戍司令部。轄第82團（團長梁少雄）、第83團（團長楊礪初）、第84團（團長薛健仁）。 |
| 新29师             | 1939.6.16 馬維驥（黃埔二期）            | 重慶衛戍司令部、第66軍                  | 1942年9月7日裁撤                                                      | 軍委會別動總隊（總隊長康澤）第二支隊於1939年6月16日在重慶改編為新29師，師長馬維驥（四川新都人，黃埔二期），隸屬重慶衛戍司令部。轄第85團（團長李寅星），第86團（團長何樹屏）、第87團（團長陳海泉）。1942年4月參加第一次遠征軍，入緬作戰損失過重，於1942年9月7日裁撤，所剩官兵補充新28師。 |
| 新29师             | 1942.12.22 呂公良（黃埔五期）           | 第31集團軍、暫15軍                      | 1944.5.1許昌負滅                                                      | 1942年，周口警衛團擴編成新編第29師，周口警備司令呂公良任師長（黃埔五期）、第88師團附黃永淮任副師長。1944年5月1日豫中會戰守備許昌被殲，師長呂公良、副師長黃永淮等人殉國。其後收容潰散人員，重建該師，師長劉漢興。1944年6月27日裁撤。 |
| 新29师             | 1944.7.10 辛少亭                        | 暫15軍、第97軍（原暫1軍                 | 1947年初裁撤                                                          | 原為汛東挺進軍，西北軍系。辛少亭任河南汜北游擊指揮官，代理河南第二行政專員兼游擊第三縱隊司令，駐河南鹿邑。1944年以游擊第三縱隊改編為新29師。 |
| 新30师             | 1939.5.12 張鑾基                        | 第8集團軍、第10集團軍、第88軍           | 1942年9月22日裁撤                                                     | 1939年5月12日獨立45旅擴編，師長張鑾基/賈廣文。1942年9月22日裁撤，餘部改為第3戰區挺進第四縱隊（88團田岫山部）、第五縱隊（89團張俊升部）。 |
| 新30师             | 1943.5.11 胡素（黃埔一期）              | 新1軍                                   | 1948.10 遼瀋戰役負滅 （1948.09預定改為第249師未實施）                 | 1943年5月第25補訓處改編為新編第30師（轄三團），第25補充兵訓練處中將處長胡素改任中將師長，1944年初新編第30師空運印度編入新1軍序列。師長：胡素（1943.5.11）、唐守治（1944.9.4）、文小山。1948年10月28日遼瀋戰役負滅 。 |
| 新30旅             | 1948夏 馬得勝                           | 第82軍                                  | 1948.09改為第248師                                                    | |
| 新31师             | 1939.7.23 孫蘭峰                        | 第35軍、第104軍（原暫3軍）              | 1948年9月改為第250師                                                  | 1939年7月23日由35軍211旅擴編。1947年隨安春山就任暫3軍軍長時移撥暫3軍（後改為104軍）。1948年9月改為第250師。 |
| 新32师             | 1939.7.23. 袁慶榮                       | 第35軍、第105軍（原暫5軍）              | 1948年9月改為第251師                                                  | 1939年7月23日組建。1947年10月隨袁慶榮就任暫4軍軍長時移撥暫4軍（後改為105軍）。1948年9月改為第251師。 |
| 新33师             | 1939 張世希（黃埔一期）                 | 新11軍、第2軍                           | 1945年4月2日裁撤                                                      | 1939年由第14補訓處改編為新編第33師，第14補充兵訓練處處長張世希改任師長，隨即參加崑崙關戰役。歷任師長：張世希、楊寶鈺。 |
| 新33师             | 1948.9 陸靜澄                           | 第87軍                                  | 1948年10月改為第220師                                                 | 1948年9月整編第208師改編為第87軍時，整編第208師第1旅改編為新編第33師，隨即於10月改為第220師。 |
| 新34师             | 1930.10.28 顧家齊                       | 第70軍                                  | 1937年11月15日改為第128師                                             | 1930年10月28日湖南第一警備軍改編為新編第34師，師長顧家齊。1937年11月15日改為第128師後，於1938年8月7日裁撤。 |
| 新34师             | 1940.5.12 馬志超                        | 第36軍、第57軍                          | 1944年12月30日裁撤(改編為青年軍第202師)                               | 中央軍胡宗南系統：1940年5月12日以新編第12旅爲基幹和第26補訓處之第3團及陝西保安處第1團、第2團在陝西組建成新編第34師。師長：馬志超(1940.5.12)/韓增棟(1942.1.10)。1944年12月30日在四川綦江改編為青年軍第202師。 |
| 新34师             | 1948.9 王永樹                           | 第87軍                                  | 1948年10月改為第221師                                                 | 1948年9月整編第208師改編為第87軍時，整編第208師第2旅改編為新編第34師，隨即於10月改為第221師。 |
| 新35师             | 1937 王勁哉                             | 第五十军、第十三军                      | 1938年11月改為第128師                                                 | 陝軍：西安事變後1937年2月楊虎城第十七路軍第49旅旅長王勁哉率第98團、補充1團投蔣，被編為獨立第20旅，後改為新編第35師。於1938年11月改為128師。 |
| 新35师             | 1939.8.26 孔從洲                        | 第三十八军                              | 1945年改為第55師                                                      | 陝軍：第38軍第46旅（原陝軍陝西警備第2旅孔從洲部）與晉南皇協軍兩個總隊反正部隊合編，1945年改為第55師。 |
| 新35师             | 1948.9 周雨寰                           | 第87軍                                  | 1948年10月改為第222師                                                 | 1948年9月整編第208師改編為第87軍時，整編第208師第3旅改編為新編第35師，隨即於10月改為第222師。 |
| 新36师             | 1932 马仲英                             |                                         | 1937年彻底瓦解，被盛世才收编。                                        | 甘肃临夏的一支回族武装 |
| 新36师             | 1939.8.6劉桂堂                          | 魯蘇戰區、第12军、整編第32師（第32軍）  | 1947年2月萊蕪戰役負滅 / 1948年3月張周戰役負滅 / 1948年10月改為第252師 | 皇協軍第3路軍（劉桂堂部）反正改編為魯蘇戰區新編第36師。師長（整編旅長）：劉桂堂（1943.11.15與共產黨武裝發生衝突中陣亡）/ 張里元 / 曹振鐸。1945年編入第12軍，1946年整編為新36旅。新36旅於1947年2月萊蕪戰役負滅，師長曹振鐸逃回濟南。其後新36旅重建，改隸整編第32師（第32軍），又於1948年3月張周戰役負滅。後再以山東保安部隊重建，於1948年9月改為第252師。 |
| 新37师             | 1940 徐保                               | 新12軍、第80軍                          | 1945年10月與新編第27師合編為第28師                                    | 川軍劉文輝部→中央軍胡宗南系： 1940年4月第24軍第137師師長劉元瑭以抗日為名，帶走第137師大部脫離第24軍（軍長劉文輝）指揮，移駐四川雙流。軍事委員會將該部擴編為新編第37師（師長徐保），並與第39軍第34師（師長公秉藩）合編為新編第12軍，由劉元瑭擔任軍長。 1945年10月，第80軍新編第27師與新編第37師合併為第28師（原第90軍第28師（師長：王應遵）裁撤），隨第80軍併入第36軍（另說為第90軍第28師移編第36師，第80軍新編第27師、新編第37師裁撤）。                                                                        |
| 新38师             | 1941.12.15孫立人                        | 第66军、新1軍、新7軍                    | 1948.10在長春投誠(降)（1948.09預定改為第253師未實施）                 | 前身为淞滬會戰後未被黃兼任师长的第40师吸收的稅警總團傷癒兵在长沙重新组建了财政部盐务总局缉私总队，1940年12月15日改称税警总团。。 |
| 新42師             | 1944.2.29 彭賚良                        | 第78軍、第40軍                          | 改為第144師                                                           | 中央軍湯恩伯系統（後改歸胡宗南系統）。1945年7月改隸第40軍（但未曾歸建），於變更番號為第144師後，於1946年1月改隸第15軍。 |
| 新43師             | 1944.2.29 黃國書                        | 第78軍                                  | 1945年7月裁撤                                                         | 中央軍湯恩伯系統。 |
| 新44師             | 1944.2.29 姚秉勛                        | 第78軍                                  | 1945年7月裁撤                                                         | 中央軍湯恩伯系統。 |
| 新45師             | 1944.3.1 謝義鋒                         | 新2軍(整78師)                           | 1947年改為整編第178旅                                                 | 中央軍胡宗南系統：歷任師長：謝義鋒、郭岐、徐達。 |
| 新46師             | 1944.3.1 徐汝誠                         | 新2軍(整78師)                           | 1947年改為整編第179旅                                                 | 中央軍胡宗南系統：1939年11月30日第191師第572團在蘭州擴編為新編第18旅，隸屬於第42軍，旅長徐汝誠。1942年7月改隸第91軍。1944年3月1日於甘肅酒泉擴編為新編第46師，隸屬於新編第2軍，師長由徐汝誠續任。1947年改編為整編78師（原新2軍）第179旅。歷任師長：徐汝誠（1944.03.01～1945.4.6）、崔穎春（1945.4.6～） |